# Abgusht

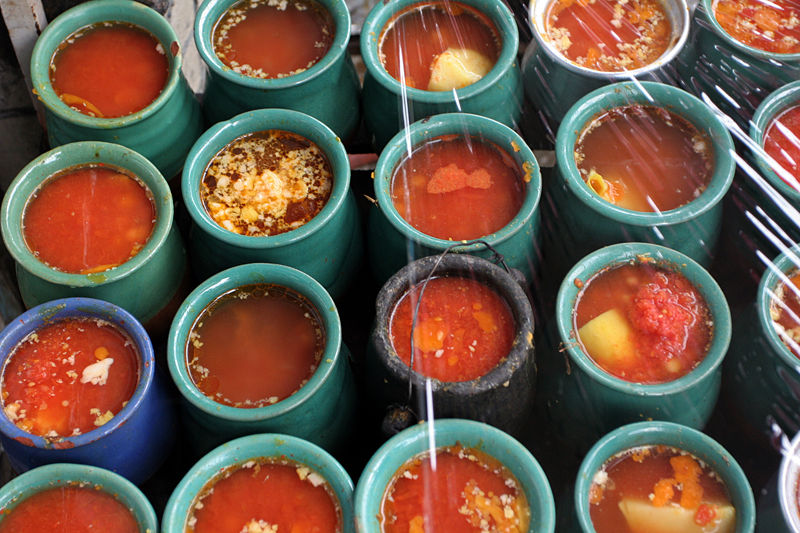
Dizí nas suas tigelas.

O abgusht (caldo de carne, em persa آبگوشت) é um guisado ou sopa forte típica da culinária do Irã o e culinária da Turquia. Os ingredientes principais são a carne de borrego, grão-de-bico, feijão branco, batata, tomate e vários temperos. É normalmente servido em tigelas de barro chamadas dizí, como a piti típica do Azerbaijão, por vezes acompanhada por um pilão para esmagar os vegetais. As distintas regiões do Irã têm suas particulares maneiras de preparará-lo e desta forma pode-se encontrar com feijões, berinjelas, com rins de cordeiro fritos em azeite ou com outros ingredientes.